# Toni Collette

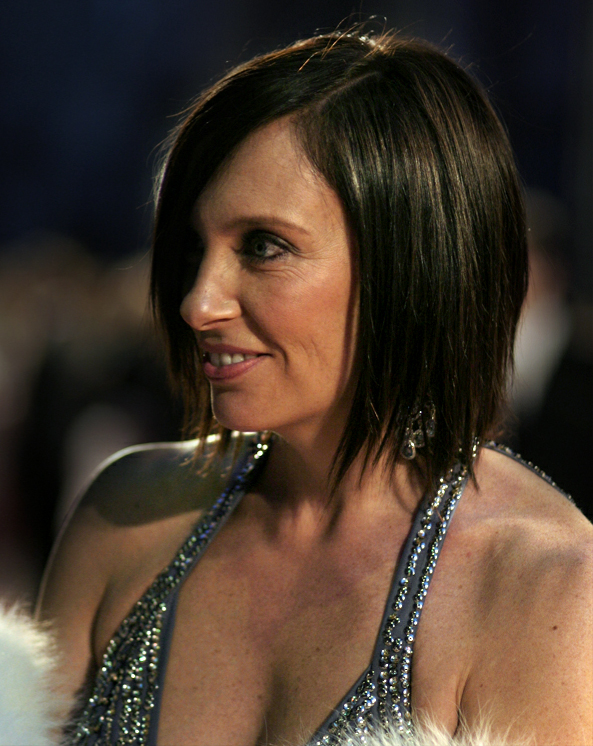
Toni Collette 2007.

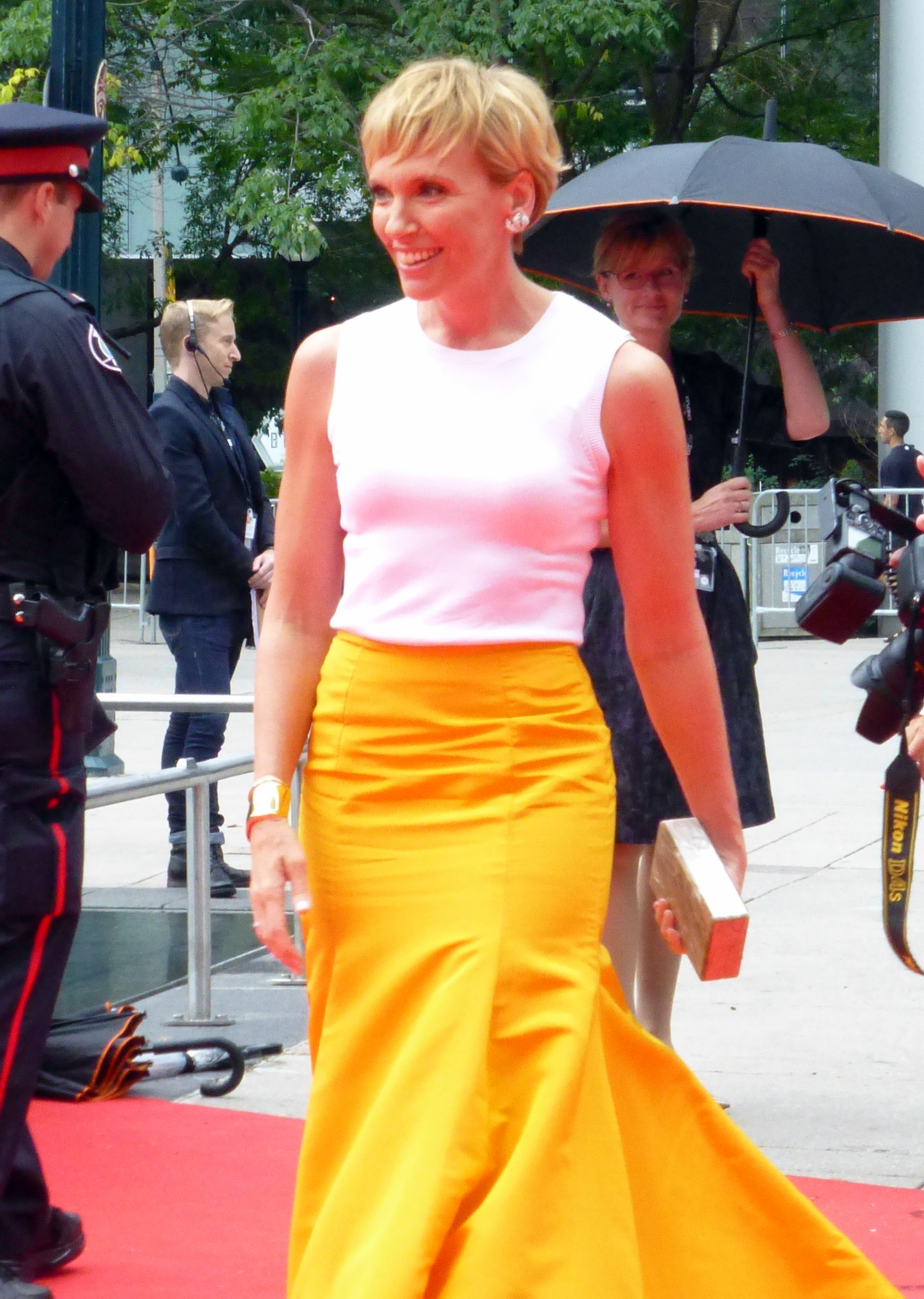
Toni Collette 2015.

Antonia "Toni" Collette, född 1 november 1972 i  Blacktown i New South Wales, är en australisk skådespelare, producent, sångerska och låtskrivare. Collette filmdebuterade 1992 och slog igenom med filmen Muriels bröllop (1994). Sedan följde filmer så som Sjätte sinnet (1999), Shaft (2000), Om en pojke (2002), Changing Lanes (2002), Timmarna (2002), Little Miss Sunshine (2006), The Way, Way Back (2013), Tammy (2014), xXx: Return of Xander Cage (2017) och Hereditary (2018). 
Collette slog igenom i rollen som den Abba-intresserade Muriel i filmen Muriels bröllop och Oscarnominerades för sin roll i filmen Sjätte sinnet. Hon belönades med en Emmy 2009 och en Golden Globe 2010 för rollen som Tara Gregson i United States of Tara.
Vid sidan av skådespeleriet är Collette en framgångsrik sångerska i sitt hemland. Hon och hennes band Toni Collette & the Finish påbörjade i oktober 2006 en australisk turné för att marknadsföra sitt första album "Beautiful Awkward Pictures". Hon framträdde även på Sydney-showen som ingick i miljökonserten Live Earth i juli 2007.

## Filmografi i urval
- 1992 – När toffelfabriken tystnar
- 1994 – Muriels bröllop
- 1996 – Idioternas afton
- 1996 – Vänner och flickvänner
- 1996 – Emma
- 1998 – Velvet Goldmine
- 1999 – 8½ kvinnor
- 1999 – Sjätte sinnet
- 2000 – Shaft
- 2002 – Om en pojke
- 2002 – Changing Lanes
- 2002 – Timmarna
- 2005 – I hennes skor
- 2005 – Little Miss Sunshine
- 2009–2011 – United States of Tara (TV-serie) (36 avsnitt)
- 2009 – Mary & Max
- 2012 – Hitchcock
- 2013 – The Way Way Back
- 2013 – Enough Said
- 2013–2014 – Hostages (TV-serie) (15 avsnitt)
- 2014 – Tammy
- 2015 – Miss You Already
- 2015 – Krampus
- 2016 – Imperium
- 2017 – xXx: Return of Xander Cage
- 2018 – Hereditary
- 2019 – Velvet Buzzsaw
- 2019 – Unbelievable (Miniserie)
- 2019 – Knives Out
- 2023 – The Power (TV-serie)
- 2023 – Ruby – Havsmonstret (röst)
- 2024 – Juror No. 2
- 2025 – Wayward (TV-serie)